# Рашидов, Шамиль Ахмедович
Шамиль Ахмедович Рашидов (род. 3 января 1973) — российский борец вольного стиля и тренер. Мастер спорта России международного класса. Заслуженный тренер России.

## Карьера
Двукратный призёр чемпионата России среди юниоров. На чемпионате России 1996 года стал серебряным призёром, уступив в финале Зелимхану Ахмадову. Является победителем Международных турниров в Польше, Румынии, Франции, Китае, Японии и США.После завершения спортивной карьеры работает тренером школы им. Шамиля Умаханова в Хасавюрте. В конце 2014 года за подготовку Магомеда Курбаналиева стал заслуженным тренером России. Лучший тренер 2015 года.

## Результаты
- Чемпионат России по вольной борьбе 1996 — ;